# TRY HAPPY!RADIO
カルピスウォーター Presents TRY HAPPY!RADIO（とらい!はっぴーれでぃお）は2003年4月から2004年3月までニッポン放送で金曜24:00～24:20に放送されていた深夜放送ラジオ番組。カルピスの一社提供。
番組名は当時のカルピスウォーターのCMキャッチ・コピー「TRY HAPPY!」にちなむ。
前番組は「堀内健とビビる大木のallnightnippon SUPER FRIDAY!」（22:00 - 25:00）。
パーソナリティはBoA。

## この番組終了後の番組
1. 2004年4月～9月：「とことん笑顔!きっかけ先生」
2. 同年10月～：「目からウロコ!24」

| スタブアイコン | サブスタブ | この項目は、まだ閲覧者の調べものの参照としては役立たない、ラジオ番組に関連した書きかけの項目です。この項目を加筆・訂正などしてくださる協力者を求めています（P:ラジオ/PJ:放送番組）。 |